# Colletotrichum truncatum
Colletotrichum truncatum är en svampart som först beskrevs av Ludwig David von Schweinitz, och fick sitt nu gällande namn av Andrus & W.D. Moore 1935. Colletotrichum truncatum ingår i släktet Colletotrichum och familjen Glomerellaceae.   Inga underarter finns listade i Catalogue of Life.